# Supercoppa italiana 2019 (pallacanestro maschile)
La Supercoppa italiana 2019, denominata per ragioni di sponsorizzazione Zurich Connect Supercoppa 2019, è stata la 25ª edizione della Supercoppa italiana di pallacanestro maschile ed è stata vinta dalla Dinamo Sassari, al secondo trionfo in questa competizione dopo l'edizione del 2014.

## Squadre partecipanti
La manifestazione, disputata il 21 e il 22 settembre 2019 presso il PalaFlorio di Bari con la formula della Final Four, ha visto la partecipazione di:
- Reyer Venezia, campione d'Italia 2018-2019
- Dinamo Sassari, finalista dei playoff Scudetto 2018-2019
- Vanoli Cremona, vincitrice della Coppa Italia 2019
- N.B. Brindisi, finalista della Coppa Italia 2019

La Dinamo Sassari era l'unica delle quattro ad aver già vinto il trofeo in precedenza. Bruno Cerella della Reyer Venezia era il giocatore con più presenze all'attivo tra i roster delle squadre qualificate. Con 8 presenze era quarto nella classifica di tutti i tempi a pari merito con Denis Marconato e dietro a Tomas Ress con 11 e Andrea Cinciarini e Marco Cusin con 9. Con 41 punti segnati in 3 gare giocate, Michael Bramos si presentava come il miglior marcatore in Supercoppa tra le quattro qualificate. La classifica era guidata da Achille Polonara, con 79 punti in 5 gare.
Per quanto riguarda i coach, Romeo Sacchetti (Vanoli Cremona) era alla terza partecipazione, con una vittoria con Dinamo Sassari nel 2014. Anche Francesco Vitucci (N.B. Brindisi) si presentava con una vittoria all'attivo, risalente al 2006 quando vinse da vice-allenatore l'israeliano David Blatt nella panchina di Pall. Treviso che non partecipò per motivi religiosi. Walter De Raffaele (Reyer Venezia) era alla seconda partecipazione, senza aver mai vinto, mentre Gianmarco Pozzecco (Dinamo Sassari) era all'esordio assoluto da allenatore, sebbene da giocatore avesse partecipato e vinto con Pall. Varese nel 1999.

## Tabellone
La  Reyer Venezia, vincitrice dello Scudetto è stata considerata testa di serie numero 1 ed è stata accoppiata alla N.B. Brindisi, finalista della Coppa Italia, mentre la Vanoli Cremona, vincitrice della Coppa Italia ha incontrato in semifinale la Dinamo Sassari, finalista in campionato. Per la prima volta si è disputata anche la finalina per il terzo posto tra le sconfitte in semifinale.
|  | Semifinali     | Semifinali     | Semifinali    |               |                | Finale          | Finale          | Finale          |  |
|  |                |                |               |               |                |                 |                 |                 |  |
|  | Vanoli Cremona | Vanoli Cremona | 94            |               |                |                 |                 |                 |  |
|  | Vanoli Cremona | Vanoli Cremona | 94            |               |                |                 |                 |                 |  |
|  | Dinamo Sassari | Dinamo Sassari | 101           |               |                |                 |                 |                 |  |
|  | Dinamo Sassari | Dinamo Sassari | 101           |               | Dinamo Sassari | Dinamo Sassari  | 83              |                 |  |
|  |                |                |               |               | Dinamo Sassari | Dinamo Sassari  | 83              |                 |  |
|  |                |                | Reyer Venezia | Reyer Venezia | 80             |                 |                 |                 |  |
|  | Reyer Venezia  | Reyer Venezia  | Reyer Venezia | Reyer Venezia | 80             | 78              |                 |                 |  |
|  | Reyer Venezia  | Reyer Venezia  |               |               |                | 78              |                 |                 |  |
|  | N.B. Brindisi  | N.B. Brindisi  | 73            |               |                | Finale 3º posto | Finale 3º posto | Finale 3º posto |  |
|  | N.B. Brindisi  | N.B. Brindisi  | 73            |               |                |                 |                 |                 |  |
|  |                |                |               |               |                |                 |                 |                 |  |
|  |                |                |               |               |                | Vanoli Cremona  | Vanoli Cremona  | 84              |  |
|  |                |                |               |               |                | Vanoli Cremona  | Vanoli Cremona  | 84              |  |
|  |                |                |               |               |                | N.B. Brindisi   | N.B. Brindisi   | 87              |  |

## Semifinali
| Arbitri: | Baldini (Firenze) Paglialunga (Taranto) Perciavalle (Torino) |

| |            | |
| Tiby 25 Diener, Saunders 16 Mathews 11                                                                                                  | Punti      | 18 Evans 16 McLean, Spissu 13 Jerrells                                                                                 |
| Diener 5 | Assist     | 7 Spissu |
| Saunders 6 | Rimbalzi   | 9 Evans, McLean |
| 1 Saunders• 2 Mathews• 7 Diener• 13 Sobin• 22 Tiby 5 Sanguinetti• 6 Gazzotti• 10 Ruzzier• 21 De Vico• 23 Stojanović• 31 Palmi• 45 Akele | Formazioni | 0 Spissu• 2 Bilan• 11 Evans• 21 Pierre• 31 Vitali 1 McLean• 7 Bucarelli• 8 Devecchi• 15 Magro• 22 Gentile• 55 Jerrells |
| Romeo Sacchetti | Allenatori | Gianmarco Pozzecco |

| Arbitri: | Lo Guzzo (Catanzaro) Bettini (Bologna) Giovannetti |

| |            | |
| Daye 26 Watt 17 Bramos, Filloy, Tonut 8                                                                                            | Punti      | 23 Banks 20 Brown 6 Radosavljević, Thompson                                                                                                   |
| Daye 4 | Assist     | 3 Banks, Martin |
| Bramos, Watt 5 | Rimbalzi   | 8 Radosavljević |
| 5 Stone• 6 Bramos• 7 Tonut• 30 Cerella• 50 Watt 3 Casarin• 9 Daye• 10 De Nicolao• 12 Filloy• 14 Vidmar• 21 Chappell• 29 Pellegrino | Formazioni | 0 Banks• 00 Brown• 1 Martin• 4 Radosavljević• 15 Thompson 6 Zanelli• 7 Iannuzzi• 8 Guido• 10 Gaspardo• 12 Campogrande• 18 Cattapan• 35 Ikangi |
| Walter De Raffaele | Allenatori | Francesco Vitucci |

## Finale

### Finale 3º-4º posto
| Bari 22 settembre 2019, ore 18:00 CEST Finale 3º-4º posto | Vanoli Cremona | 84 – 87 (18-18; 55-37; 67-66) referto | N.B. Brindisi | PalaFlorio |
| \| \| \| \| \| Saunders 15 Stojanović, Tiby 12 Ruzzier 10 \| Punti \| 17 Thompson 15 Gaspardo 12 Zanelli \| \| Stojanović 4 \| Assist \| 5 Thompson \| \| Stojanović 5 \| Rimbalzi \| 5 Ikangi, Radosavljević, Thompson \| \| 2 Mathews• 10 Ruzzier• 13 Sobin• 22 Tiby• 23 Stojanović 1 Saunders• 5 Sanguinetti• 6 Gazzotti•7 Diener• 21 De Vico• 31 Palmi• 45 Akele \| Formazioni \| 0 Banks• 00 Brown• 1 Martin• 4 Radosavljević• 15 Thompson 6 Zanelli• 7 Iannuzzi• 8 Guido• 10 Gaspardo• 12 Campogrande• 18 Cattapan• 35 Ikangi \| \| Romeo Sacchetti \| Allenatori \| Francesco Vitucci \| |                | |               |            |
| |                | |               |            |
| Saunders 15 Stojanović, Tiby 12 Ruzzier 10 | Punti          | 17 Thompson 15 Gaspardo 12 Zanelli |               |            |
| Stojanović 4 | Assist         | 5 Thompson |               |            |
| Stojanović 5 | Rimbalzi       | 5 Ikangi, Radosavljević, Thompson |               |            |
| 2 Mathews• 10 Ruzzier• 13 Sobin• 22 Tiby• 23 Stojanović 1 Saunders• 5 Sanguinetti• 6 Gazzotti•7 Diener• 21 De Vico• 31 Palmi• 45 Akele | Formazioni     | 0 Banks• 00 Brown• 1 Martin• 4 Radosavljević• 15 Thompson 6 Zanelli• 7 Iannuzzi• 8 Guido• 10 Gaspardo• 12 Campogrande• 18 Cattapan• 35 Ikangi |               |            |
| Romeo Sacchetti | Allenatori     | Francesco Vitucci |               |            |

### Finale 1º-2º posto
| Bari 22 settembre 2019, ore 20:30 CEST Finale 1º-2º posto | Dinamo Sassari | 83 – 80 (d.t.s.) (22-11, 41-24, 58-48, 69-69, 83-80) referto | Reyer Venezia | PalaFlorio |
| \| \| \| \| \| Jerrells 19 Pierre 14 McLean 13 \| Punti \| 19 Chappell 15 Bramos 13 Filloy \| \| McLean, Pierre, Vitali 3 \| Assist \| 3 Chappell, Stone \| \| Evans 8 \| Rimbalzi \| 7 Bramos, Watt \| \| Gianmarco Pozzecco \| Allenatori \| Walter De Raffaele \| |                |                                                              |               |            |
| |                |                                                              |               |            |
| Jerrells 19 Pierre 14 McLean 13 | Punti          | 19 Chappell 15 Bramos 13 Filloy                              |               |            |
| McLean, Pierre, Vitali 3 | Assist         | 3 Chappell, Stone                                            |               |            |
| Evans 8 | Rimbalzi       | 7 Bramos, Watt                                               |               |            |
| Gianmarco Pozzecco | Allenatori     | Walter De Raffaele                                           |               |            |

| Quintetto titolare | Quintetto titolare | Quintetto titolare | Pt   | Rim  | Ass  |
| ------------------ | ------------------ | ------------------ | ---- | ---- | ---- |
| P                  | 0                  | Marco Spissu       | 3    | 4    | 2    |
| C                  | 2                  | Miro Bilan         | 9    | 6    | 1    |
| AG                 | 11                 | Dwayne Evans       | 9    | 8    | 1    |
| AP                 | 21                 | Dyshawn Pierre     | 14   | 4    | 3    |
| G                  | 31                 | Michele Vitali     | 8    | 3    | 3    |
| Panchina:          |                    |                    |      |      |      |
| AC                 | 1                  | Jamel McLean       | 13   | 3    | 3    |
| GA                 | 7                  | Lorenzo Bucarelli  | n.e. | n.e. | n.e. |
| GA                 | 8                  | Giacomo Devecchi   | n.e. | n.e. | n.e. |
| C                  | 15                 | Daniele Magro      | 2    | 0    | 0    |
| PG                 | 22                 | Stefano Gentile    | 6    | 1    | 1    |
| PG                 | 55                 | Curtis Jerrells    | 19   | 5    | 0    |
| Allenatore:        |                    |                    |      |      |      |
| Gianmarco Pozzecco |                    |                    |      |      |      |

| Dinamo BdS Sassari |  | Umana Reyer Venezia |

| Sassari       | Statistiche        | Venezia       |
| ------------- | ------------------ | ------------- |
|               | Statistiche        |               |
| 18/37 (48.6%) | Tiro da 2          | 22/45 (48.9%) |
| 10/28 (35.7%) | Tiro da 3          | 7/22 (31.8%)  |
| 17/24 (70.8%) | Tiri liberi        | 15/16 (93.8%) |
| 12            | Rimbalzi offensivi | 10            |
| 22            | Rimbalzi difensivi | 25            |
| 34            | Rimbalzi totali    | 35            |
| 14            | Assist             | 9             |
| 13            | Palle perse        | 14            |
| 7             | Palle rubate       | 5             |
| 1             | Stoppate           | 2             |
| 18            | Falli              | 29            |

| Quintetto titolare | Quintetto titolare | Quintetto titolare   | Pt   | Rim  | Ass  |
| ------------------ | ------------------ | -------------------- | ---- | ---- | ---- |
| AP                 | 6                  | Michael Bramos       | 15   | 7    | 1    |
| G                  | 7                  | Stefano Tonut        | 6    | 2    | 1    |
| P                  | 10                 | Andrea De Nicolao    | 0    | 2    | 0    |
| C                  | 14                 | Gašper Vidmar        | 11   | 3    | 0    |
| AG                 | 50                 | Mitchell Watt        | 11   | 7    | 1    |
| Panchina:          |                    |                      |      |      |      |
| G                  | 3                  | Davide Casarin       | n.e. | n.e. | n.e. |
| P                  | 5                  | Julyan Stone         | 3    | 3    | 3    |
| A                  | 9                  | Austin Daye          | 0    | 3    | 0    |
| PG                 | 12                 | Ariel Filloy         | 13   | 4    | 0    |
| G                  | 21                 | Jeremy Chappell      | 19   | 4    | 3    |
| C                  | 29                 | Francesco Pellegrino | n.e. | n.e. | n.e. |
| G                  | 30                 | Bruno Cerella        | 2    | 0    | 0    |
| Allenatore:        |                    |                      |      |      |      |
| Walter De Raffaele |                    |                      |      |      |      |

| Vincitrice Supercoppa Italiana 2019 |
| ----------------------------------- |
| Dinamo Sassari 2º titolo            |